# Laboratoire interdisciplinaire de physique
Le Laboratoire Interdisciplinaire de Physique (LIPhy) est une unité mixte de recherche (UMR5588) rattachée à l'Université Grenoble-Alpes et au CNRS. Cette unité créée en 1966 sous le nom du Laboratoire de Spectrométrie Physique (Laboratoire Associé au CNRS No 08), devient LIPhy en 2011 afin de traduire sa forte interdisciplinarité à la suite du renouvellement de ses thématiques de recherche qui se centrent vers la physique du vivant, la matière complexe et l’optique. Située au 140 rue de la physique sur le domaine universitaire de Grenoble elle comporte un effectif d'environ 180 personnes. 

## Création du laboratoire
Le Laboratoire de Spectrométrie Physique (LSP) est créé le 1er janvier 1966 sous la direction de Michel Soutif, succédant au Laboratoire de Physique Générale de la Faculté des Sciences de Grenoble. Il est alors associé au CNRS. En septembre 1967 il quitte ses locaux de la place doyen Gosse en centre ville pour aménager au 140 rue de la physique à Saint-Martin-d'Hères. En 2011, sous la direction de Thierry Dombre, le Laboratoire de Spectrométrie Physique devient alors le Laboratoire Interdisciplinaire de Physique, ou LIPhy.

## La recherche au LIPhy
Le laboratoire interdisciplinaire de Physique (LIPhy) hérite de la tradition du Laboratoire de Spectrométrie Physique de l’université de Grenoble, reconnu par le CNRS dès 1966. Depuis 2007, le laboratoire s’est largement tourné vers les interfaces de la physique avec d’autres disciplines, en particulier les sciences de la vie et les sciences de l’environnement, la mécanique ou les mathématiques appliquées. La physique est vue au LIPhy comme n’étant pas restreinte à un champ d’application particulier : elle est une méthode générale d’approche des phénomènes complexes, fondée sur des développements instrumentaux innovants, la modélisation quantitative des phénomènes, leur analyse théorique et numérique.
Les équipes de recherche du LIPhy ont développé des techniques de pointe dans les domaines de la spectroscopie haute résolution et haute sensibilité, de l’imagerie optique en milieu diffusant, des mesures de forces à micro et nano échelle. Le laboratoire a également une importante composante de physique théorique, modélisation et calcul hautes performances, en particulier dans les domaines de la physique statistique et des fluides complexes. Il est activement impliqué dans des collaborations avec les grands instruments du campus EPN (ESRF, ILL) dans le domaine de la matière complexe et des macromolécules biologiques. Il offre à la communauté locale un accès à plusieurs plateformes expérimentales (atelier de mécanique, fabrication microfluidique, microscopie confocale, microbiologie) ainsi qu’à une structure (experimentarium) destinée à l’accueil des lycéens et collégiens.
La recherche du LiPhy est actuellement financée principalement par de nombreux contrats publics nationaux et européens (ANR, ERC, INSERM, ARC...) et par des collaborations suivies avec les agences spatiales (CNES, ESA). Le LIPhy bénéficie également du soutien deplusieurs laboratoires d’excellence (Labex) locaux ou nationaux ainsi que de la fondation nanosciences. Ses chercheurs et ingénieurs portent actuellement, avec les incubateurs Linksium (SATT Grenoble Alpes) et FIST, la création de plusieurs startups ou projets de transferts de technologie. Les chercheurs du laboratoire ont également des relations de recherche contractuelles avec de grandes entreprises ou PME dans les domaines de l’optique, des fluides complexes et des interfaces.
Avec une croissance forte de plus de 30% dans les dix dernières années, le laboratoire rassemble aujourd’hui une communauté interdisciplinaire et internationale comptant 70 chercheurs et enseignants chercheurs appartenant à plus de dix sections du CNRS ou du CNU, une soixantaine de doctorants et postdoctorants de formations très variées, soutenus par trente ingénieurs et techniciens (gestion administrative, instrumentation scientifique, mécanique, biologie, informatique). Le LIPhy s’affirme comme l’un des pôles de l’interdisciplinarité en physique dans la communauté scientifique et internationale. Il accueille régulièrement de nouvelles thématiques ou équipes.
Cette interdisciplinarité se reflète dans la diversité des sources de publications scientifiques et des thèses soutenues.

## Médiatisation de la recherche
En 2011, une équipe du LIPhy à l'aide d'une caméra haute cadence décrypte le processus mécanique permettant à une plante carnivore, l'utriculaire, de prendre au piège en un millième de seconde les petits animaux qui s'en approchent. Le descriptif étant publié dans la revue Proceedings of the Royal Society. Deux ans plus tard, les déplacements aléatoires de spores d'Equisetum sont observés de la même façon et décrits comme des sauts de puces en fonction de l'humidité ambiante. En 2014, les chercheurs du LIPhy mettent en évidence que les arbres émettent des sons inaudibles par les humains lorsqu'ils sont en manque d'eau. En 2013 des chercheurs du LIPhy développent un modèle  particulièrement simple qui détaille les déformations nécessaires à une cellule pour nager dans un liquide.
En 2015, le LIPhy met au point un spectromètre laser chargé d'équiper la sonde Subglacior et capable d'analyser la glace de l'Antarctique pendant un forage. Le LIPhy participe également à des manifestations qui réunissent art et sciences. En 2017, des chercheurs du laboratoire ont fait danser une bulle sur du savon.
En 2018, dans le cadre d'une action culturelle, des chercheurs du LIPhy organisent une conférence au centre pénitentiaire de Valence pour faire découvrir les sciences aux détenus.

## Prix et Médailles
- 2009 : Élisabeth Charlaix, médaille d'argent du CNRS
- 2012 : Jean-Louis Barrat,  médaille d'argent du CNRS
- 2014 : Salima Rafaï, médaille de bronze du CNRS
- 2022 : Élisabeth Charlaix, Prix Otto Laporte 2022 de la division de dynamique des fluides de la société américaine de physique